# Hr.Ms. Aalsmeer (1956)
Hr.Ms. Aalsmeer (M811) was een mijnenveger van de Koninklijke Marine. 
Het schip werd gebouwd met aluminium spanten en opbouw, met een buitenhuid van teak-hout en de binnenhuid van mahonie. Om het werk goed te kunnen uitvoeren was het schip uitgerust met twee Schelde-patent schroeven met verstelbare bladen.
Het had een veegtuig voor verschillende soorten mijnen: contact Mk 5-1(europesa), akoestisch A Mk6 en A Mk4(2xhamer) en magnetische mijnen Mb 5.
Nadat het uit de sterkte was afgevoerd werd het op 27 maart 1974 voor 1.200.000 gulden verkocht aan het Sultanaat Oman en omgedoopt in Al Nasiri.
Alle mijnenveegapparatuur werd verwijderd en er werd een derde Bofors mitrailleur op het achterschip geplaatst. Het schip werd daarna ingezet als patrouillevaartuig. In 1981 werd het schip uit dienst gesteld.